# Der Hammel mit den fünf Beinen
Der Hammel mit den 5 Beinen oder Der Hammel mit den fünf Beinen (französisch Le Mouton à cinq pattes) ist eine französische Komödie aus dem Jahr 1954. In dieser spielt Fernandel die sechs Hauptrollen. Der Film wurde am 14. Juli 1954 in Monaco veröffentlicht. Es folgten Frankreich am 24. September 1954, Deutschland am 16. Juni 1955, Österreich im August 1955 und die USA am 9. August 1955. In der DDR wurde der Film am 19. Oktober 1963 im Fernsehen ausgestrahlt.

## Handlung
Trézignan sucht eine Touristenattraktion, um damit den Ort wieder zu beleben. Dazu wollen die Stadtväter zu ihrem 40. Geburtstag die Fünflinge des alten Winzer Edouard Saint-Forget, die bereits zu ihrer Geburt dem Ort großen Wohlstand brachten, zusammentrommeln und als Sensation präsentieren. Allerdings hat der Winzer vor 20 Jahren alle seine Söhne hinausgeworfen, und sie haben sich in alle Winde zerstreut. Der Patenonkel, der örtliche Arzt Marius Bollène, erhält den Auftrag, die Söhne zu suchen. Dabei beginnt er mit Alain, der selbst einen bekannten Schönheitssalon in der Avenue Montaine betreibt und erhofft sich von diesem Hinweise auf die Aufenthaltsorte seiner Brüder.
Der zweite Sohn ist Désiré, der Fensterputzer in Grandes Carrieres ist, sich aber von Alain ständig Gefälligkeiten erweisen lässt und deshalb von Bollène bei Alain angetroffen wird. Der dritte Sohn, Etienne, ist Kapitän auf einem Frachter in der Südsee und muss in einem dramatischen Glücksspiel sein Schiff und seine Ladung zurückgewinnen. Der vierte Sohn namens Bernard betreut die Kontaktanzeigen bei einer Frauenzeitschrift und wird von einem Klienten aufgesucht, der in den Redaktionsräumen einen Herzanfall erleidet. Charles, der letzte Sohn ist Kaplan in einem kleinen Dorf und wird ständig mit einem Kinoschauspieler verwechselt, der ebenfalls einen Kaplan gespielt hatte. Alle fünf Brüder reisen zur Wiedersehensfeier in den Heimatort. Während der Feier wird bekannt, dass Désiré Vater von Sechslingen geworden ist.

## Besetzung und Synchronisation
Der Film wurde zweimal synchronisiert, erstmals 1955 von der Internationale Film-Union A.G., Remagen. Das Dialogbuch wurde von Martin Morlock erstellt und Regie führte Georg Rothkegel. Die zweite Synchronisation erfolgte um 1988 nach einem Dialogbuch von Eberhard Storeck und unter Regie von Uwe Gaube.
| Rolle                                     | Schauspieler     | 1. Synchronsprecher | 2. Synchronsprecher  |
| ----------------------------------------- | ---------------- | ------------------- | -------------------- |
| Edouard Saint-Forget                      | Fernandel        | Heinz Klevenow      | Peter Schiff         |
| Dr. Alain de Saint-Forget                 | Fernandel        | Richard Münch       | Peter Schiff         |
| Bernard Saint-Forget alias „Tante Nicole“ | Fernandel        | Heinz Klevenow      | Peter Schiff         |
| Abbé Charles Saint-Forget                 | Fernandel        | Klaus W. Krause     | Peter Schiff         |
| Désiré Saint-Forget                       | Fernandel        | Klaus W. Krause     | Peter Schiff         |
| Etienne Saint-Forget                      | Fernandel        | Heinz Klevenow      | Peter Schiff         |
| Leichenbestatter Pilate                   | Louis de Funès   |                     | Fred Maire           |
| Marianne Durand-Perrin                    | Françoise Arnoul | Dagmar Altrichter   | Kathrin Simon        |
| Dr. Marius Bollène                        | Édouard Delmont  |                     | Leo Bardischewski    |
| Solange Saint-Forget                      | Paulette Dubost  |                     |                      |
| Bürgermeister Alphonse                    | René Génin       |                     | Dirk Galuba          |
| Der Lehrer                                | Tony Jacquot     | Dietmar Schönherr   | Arnim André-Rohleder |
| Seemann                                   | Andrex           | Alwin Joachim Meyer | Michael Stippel      |
| chinesischer Seemann                      | Ky-Duyen         |                     |                      |
| Madame Durand-Perrin                      | Denise Grey      |                     |                      |
| Durand-Perrin                             | Georges Chamarat |                     | Horst Sachtleben     |
| Bistrowirt                                | Albert Michel    |                     | Werner Abrolat       |
| amerikanischer Seemann                    | Darío Moreno     |                     | Fred Maire           |
| Gendarm Gustave                           | Edmond Ardisson  | Alwin Joachim Meyer | Michael Gahr         |
| dunkelhäutiger Seemann                    | Léopoldo Francés |                     | Willi Röbke          |
| „Don Gormas“-Schauspieler                 | Philippe Richard |                     | Herbert Weicker      |
| Fina, Haushälterin des Abbés              | Pâquerette       |                     | Haide Lorenz         |
| Antoine Brissard                          | Noël Roquevert   | Wolfgang Eichberger | Christian Marschall  |
| Seemann Eugène                            | N.N.             |                     | Herbert Weicker      |
| Passant                                   | N.N.             |                     | Peter Thom           |
| Feuerwehrmann                             | N.N.             | Peter Thom          |                      |
| Marie-Madeleine                           | N.N.             | Gisela Peltzer      |                      |

## Rezensionen
Der Filmdienst meint: „Der hervorragende Fernandel spielt gleich alle sechs Hauptrollen und macht die Komödie zu einem gelungenen Einmannfestival. Gut inszeniert und auch in übrigen Rollen gespielt, manchmal allerdings recht deftig in seiner Komik. (Titel auch: "Das Kalb mit den 5 Füßen")“
Cinema.de bezeichnet den Film als nettes Einmannspektakel.
Filmempfehlung.com meint: „Es sei ein toller alter Schinken.“

## Ehrungen
Bei der Oscarverleihung 1956 war der Film in der Kategorie Beste Originalgeschichte nominiert.